# 查氏石斑魚
查氏石斑魚，為輻鰭魚綱鱸形目鱸亞目鮨科的其中一種，分布於西印度洋區，包括吉布地、肯亞、坦尚尼亞、莫三比克、南非及印度西部海域，棲息深度9-300公尺，體長可達137公分，為底棲性魚類，屬肉食性，生活習性不明，可做為食用魚。